# Redemptoristenklooster (Roermond)
Het redemptoristenklooster Roermond is een klooster in de wijk Kapel in 't Zand in Roermond.

## Geschiedenis
Op 1 januari 1827 werd Joannes Paredis benoemd tot rector van de Kapel in 't Zand. Paredis had goede banden met de Paters Redemptoristen, die zich in 1835 vanuit België in het Redemptoristenklooster in het Zuid-Limburgse Wittem hadden gevestigd. Al in 1838 opperde Paredis het idee, dat de paters zich in een van de verlaten kloosters in Roermond zouden vestigen en vandaar uit de zorg voor de kapel op zich zouden nemen. In 1839 werd Limburg echter opgedeeld en kwam Roermond aan het protestantse Nederland, zodat men het plan voorlopig liet rusten. Wel werd het in de Kapel in 't Zand de gewoonte dat de octaven van Maria-Hemelvaart en Maria-Geboorte door de Redemptoristen gehouden werden.

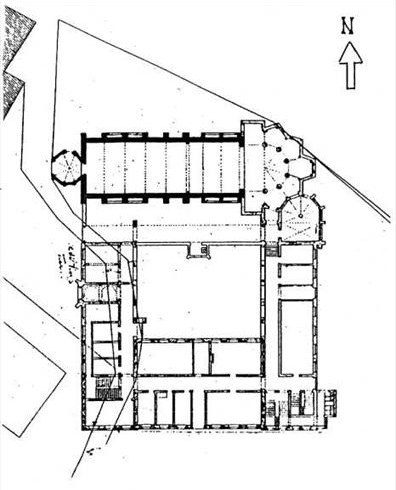
Carl Weber. Ontwerp Klooster Paters Redemptoristen. Het priesterkoor met straalkapellen werd niet uitgevoerd.

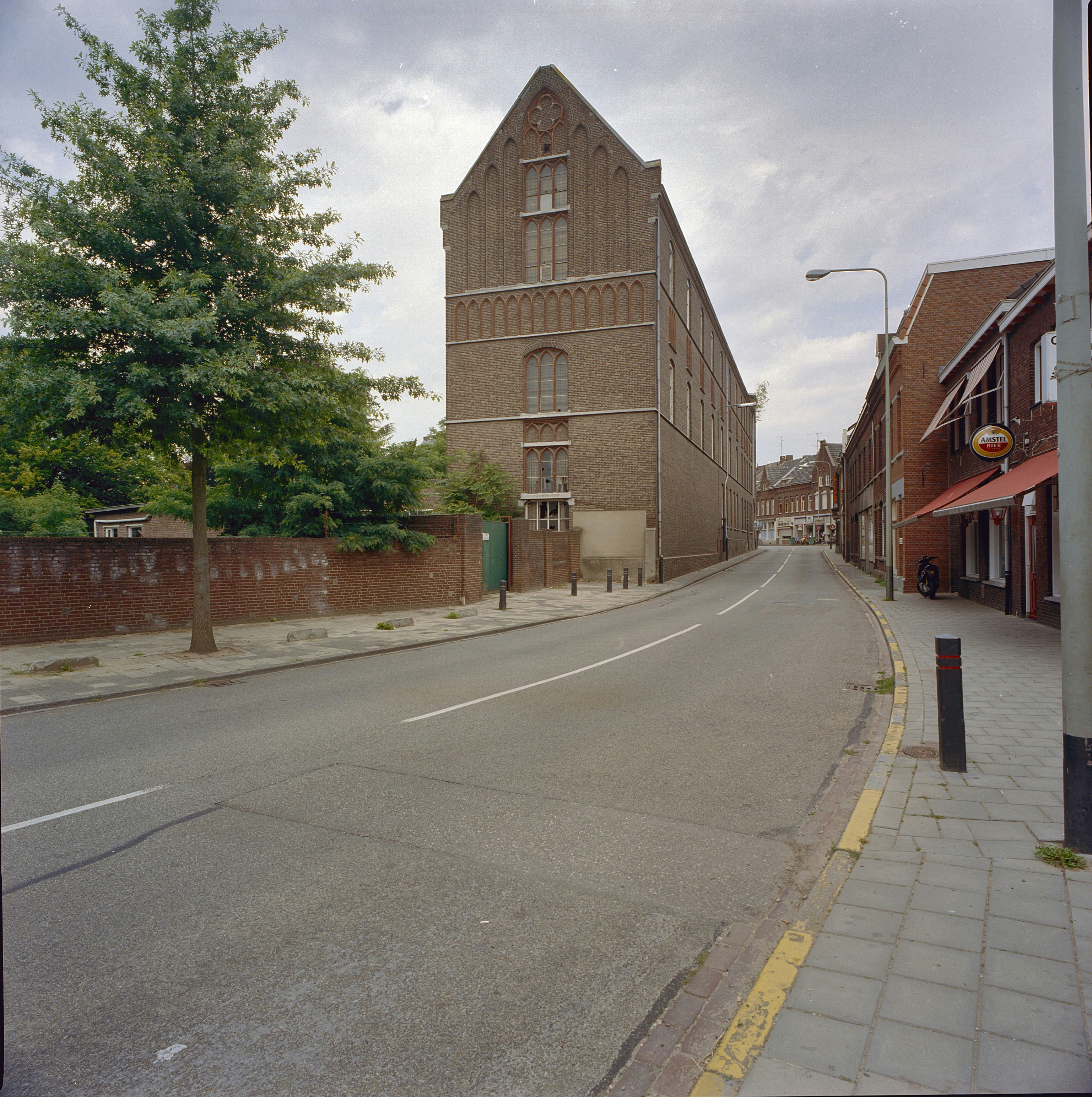
Heinsbergerweg met de in 2005 gesloopte juvenaatsvleugel.

Zo'n 20 jaar later was het godsdienstig klimaat als gevolg van de katholieke emancipatie in Nederland wat liberaler en dus besloten de paters zich in Roermond te vestigen. Op 19 oktober 1862 werd de akte van overgave getekend. De kapel zelf bleef tot 9 mei 1940 in eigendom van de Christoffelparochie. Op die dag werd door deken Willem Rhoen enerzijds en paters Charles Donker en Petrus Krüter anderzijds de overdracht van de kapel samen met enkele percelen aan de overkant getekend. Op 14 juni 1863 namen twee paters en twee broeders hun intrek in een woning bij de kapel, Het Oude Klooster genoemd. Architect Carl Weber ontwierp in 1863 het nieuwe klooster. Op 15 maart 1864 legde Paredis de eerste steen. In maart 1866 was het klooster zover klaar dat het betrokken kon worden.
De Redemptoristen hebben veel gedaan om de verering van Onze Lieve Vrouwe in 't Zand te bevorderen. Hiervoor richtten ze enkele broederschappen op, niet alleen in Roermond, maar ook in andere steden waar ze een klooster hadden, zoals 's-Hertogenbosch, Roosendaal, Amsterdam en Rotterdam. Deze broederschappen hadden als doel één keer per jaar op bedevaart naar de Kapel in 't Zand te gaan. Men spreekt dan ook van de Amsterdamse of Bossche Processie. Maar ook vanuit kleinere plaatsen, vooral in Limburg en vlak over de grens in Duitsland, werden bedevaarten georganiseerd.
Ook hielden de Redemptoristen in Roermond zich bezig met catechismus. In 1871 richtten de paters aan de Kapellerpoort een juvenaat op. In 1897 werd door pater J. Lohmeijer een nieuw juvenaat gebouwd aan de Heinsbergerweg naar een ontwerp van Johannes Kayser.
Tijdens de Eerste Wereldoorlog bleven de Duitse pelgrims weg. Nederlandse pelgrims, die gewoonlijk naar de Duitse bedevaartplaats Kevelaer gingen, kwamen op uitnodiging van pater Joannes Kronenburg naar de 't Zand.

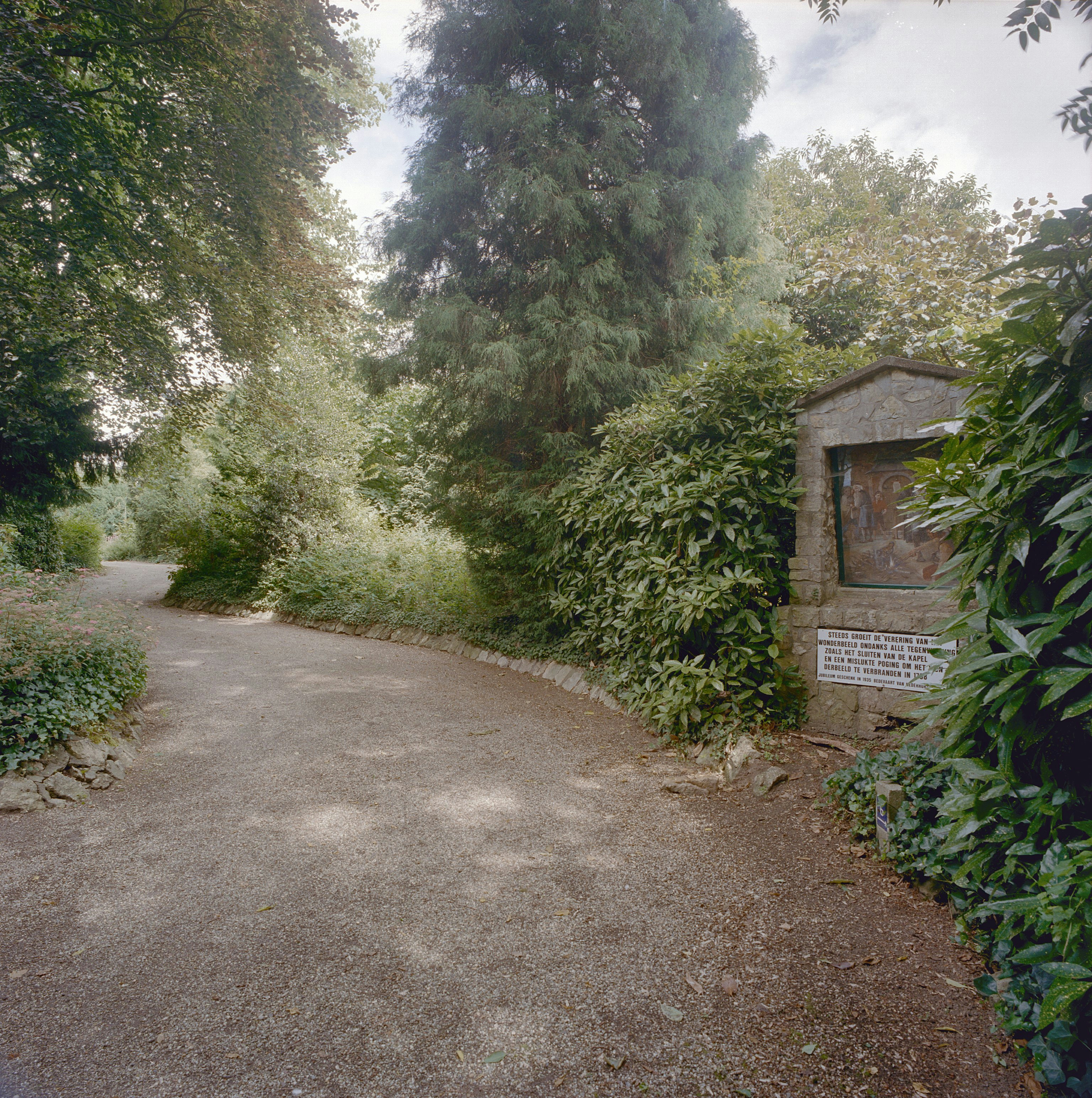
Kruiswegpark.

Als rector ontstond bij pater Kronenburg de idee een kruiswegpark aan te leggen, een soort openluchtkerk met gebeeldhouwde kruiswegstaties en met een groot plein in het midden. Dit plan werd in 1919-1920 door zijn opvolger pater Wilhelmus Reiring uitgevoerd. De staties werden gemaakt door de Roermondse beeldhouwer Karl Lücker. Alleen de eerste statie is afkomstig uit het atelier Cuypers en de calvariegroep van de beeldhouwer Jean Geelen.
Tijdens de Tweede Wereldoorlog waren enkele paters betrokken bij het verzet. Pater Louis Bleijs was medeoprichter van de Limburgse Onderduikorganisatie. Op 28 december 1944 werd pater Gerard van den Heuvel vanwege vermeend verzetswerk opgepakt en naar Keulen overgebracht, waar hij op 6 maart 1945 overleed.
Na de oorlog liep het aantal kloosterlingen als gevolg van de ontkerkelijking geleidelijk terug. Rond 2005 werd de juvenaatsvleugel aan de Heinsbergerweg gesloopt en in 2011 werd een gedeelte van het klooster verkocht aan de Verenigde Apotheken Limburg, die er een gezondheidscentrum vestigden. Tegenwoordig is er nog maar één pater over.

## Lijst van rectors
| Periode                      | Naam               |
| ---------------------------- | ------------------ |
| 1904-1907                    | J. Marijnessen     |
| 1907-1915                    | J. Theunen         |
| 21 mei 1915-14 december 1918 | Joannes Kronenburg |
| 14 december 1918-1921        | Wilhelmus Reiring  |
| 1921-1922                    | M. Stoks           |
| 1922-1924                    | J. Gottmer         |
| 1924-1927                    | J.B.M. van Baarle  |
| 1927-1933                    | L.J. Loos          |
| 1933-1936                    | J.H. Mulders       |
| 1936-1939                    | M. Mol             |
| 1939-1946                    | P.C. Krüter        |
| 1946-1953                    | G.M.A.M. Sengers   |
| 1953-1955                    | J.P. Kluyskens     |
| 1955-1959                    | J. Hiel            |
| 1959-1963                    | W.C.A. Veeger      |
| 1963-1982                    | A.J. Bergmans      |
| 1982-1997                    | J. Konings         |
| 1997-heden                   | Karel Weerkamp     |